# Maria Fernanda Cândido
Pour les articles homonymes, voir Cândido.
Maria Fernanda Cândido, née le 25 mai 1974 à Londrina, est une actrice brésilienne.

## Filmographie
- 2015 : My Hindu Friend de Héctor Babenco : Livia Monteiro Bueno
- 2019 : Le Traître : Cristina.
- 2022 : Les Animaux fantastiques : Les Secrets de Dumbledore : Vicência Santos[1].

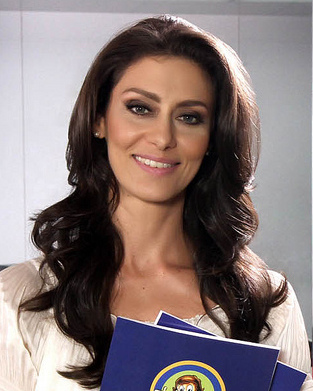
Maria Fernanda Cândido 02

- 2023 : La Chambre des merveilles de Lisa Azuelos : Paula
- 2025 : L'Agent secret (O Agente Secreto) de Kleber Mendonça Filho : Elza